# Georg Graf von Thun und Hohenstein
Georg Joseph Roderich Antonius Graf von Thun und Hohenstein (* 12. Juni 1946 in Herdringen; † 28. Mai 2007 in Hamburg) war ein deutscher Wirtschaftsprüfer und Vorsitzender der Delegation Nord der Deutschen Assoziation des Souveränen Malteser Ritterordens.

## Leben
Er war das zweite von sieben Kindern aus der Ehe von Joseph Bernhard Constantin Michael Maria Victor Graf von Thun und Hohenstein (* 1917) mit Oda Freiin von Fürstenberg (* 1920). Am 14. Oktober 1972 heiratete er in Oelinghausen Heidemarie Vogt. Dieser Ehe entstammen zwei Kinder.
Er erlernte den Beruf des Bankkaufmanns und studierte Betriebswirtschaft an der Hamburger Universität für Wirtschaft und Politik. Nach Tätigkeiten für eine Wohnungswirtschaftliche Prüfungs- und Treuhand GmbH war er Geschäftsführer einer Steuerberatungsgesellschaft.
1980 gründete er ein eigenes Unternehmen, das später mit einer Hamburger Wirtschaftsprüfungsgesellschaft fusionierte. Er war dort Seniorpartner und Vorsitzender des Stiftungsrates.
Georg Graf von Thun und Hohenstein  war insbesondere im ehrenamtlichen und sozialen Umfeld engagiert. Seit 1996 war er Ehren- und Devotionsritter des Malteserordens, Vorsitzender der Delegation Nord und Mitglied des Rates der Deutschen Assoziation. Darüber hinaus war er Mitglied in Beiräten gemeinnütziger Unternehmen und Vorsitzender des Stiftungsrates der Stiftung Katholische Schulen in Hamburg (KSHH).
Er starb nach langer Krankheit am 28. Mai 2007 im Alter von 60 Jahren.
| Personendaten    | Personendaten                                                                     |
| ---------------- | --------------------------------------------------------------------------------- |
| NAME             | Thun und Hohenstein, Georg Graf von                                               |
| ALTERNATIVNAMEN  | Thun und Hohenstein, Georg Joseph Roderich Antonius Graf von (vollständiger Name) |
| KURZBESCHREIBUNG | deutscher Wirtschaftsprüfer                                                       |
| GEBURTSDATUM     | 12. Juni 1946                                                                     |
| GEBURTSORT       | Herdringen                                                                        |
| STERBEDATUM      | 28. Mai 2007                                                                      |
| STERBEORT        | Hamburg                                                                           |